# Handlungsnorm
Eine Handlungsnorm ist eine allgemein anerkannte, kodifizierbare oder kodifizierte Anleitung, die Handlungen in bestimmten Situationen vorgeben, bestimmen oder beschränken soll. Bekannte Ansätze der Ethik, Normen für Handlungen zu bestimmen, sind Immanuel Kants Kategorischer Imperativ oder Varianten der „Goldenen Regel“.

## Gesichtspunkte
Es werden unterschiedliche Bestimmungen des Begriffs „Handlungsnorm“ und seines Verhältnisses zu menschlichen Handlungen vorgeschlagen. Diese Unterschiede hängen u. a. zusammen mit unterschiedlichen metaethischen und normativen Positionen. Dazu gehört der spezifische Handlungsbegriff (inwiefern die Ausführung oder Unterlassung einer Handlung in der Freiheit des Handelnden liegt) und die Normierung durch Gebote oder Empfehlungen, Erlaubnisse oder Verbote.
Normierungen können in unterschiedlichem Grade implizit oder explizit formuliert sein und z. B. die Form sozialer Konventionen über das „Richtige“ bzw. „Gute“ (Ethos) oder den Charakter von Rechtssatzungen haben. Weitere Aspekte sind, wer die Adressaten der Normierungen sind, z. B. Individuen, bestimmte Personen in Gruppen oder ganze Gesellschaften (Sozialethik vs Individualethik).

## Typisierung
Dementsprechend lassen sich auch die Handlungsnormen selbst nach Adressaten, den erfassten Handlungen und dem unterschiedlichen Verpflichtungsgrad oder ihren Begründungsstrukturen einteilen. Eine wichtige Unterscheidung von kategorischen und hypothetischen Handlungsnormen, also solche, die unter allen Umständen gelten, und solchen, die nur in Abhängigkeit von bestimmten Handlunsgzielen geboten sind.
Hypothetische Handlungsnormen haben einen instrumentellen Charakter. Ihr Verpflichtungscharakter ergibt sich aus dem Vorliegen unmittelbar-willentlicher Absichten. Dabei ist nicht gesagt, ob das Ziel selbst moralisch geboten, zulässig oder auch nur vertretbar ist.
„Ob der Zweck vernünftig und gut sei, davon ist hier gar nicht die Frage, sondern nur, was man tun müsse, um ihn zu erreichen“.
Die kategorischen Handlungsnormen hingegen stellen die Anforderung der Normierung an sich selbst, ohne einen bestimmten Zweck in die Handlungsempfehlung miteinzubeziehen. In der neuzeitlichen Ethik werden moralische Prinzipien als etwas verstanden, das unabhängig von anderen Faktoren verpflichtet und gilt.